# Elezioni europee

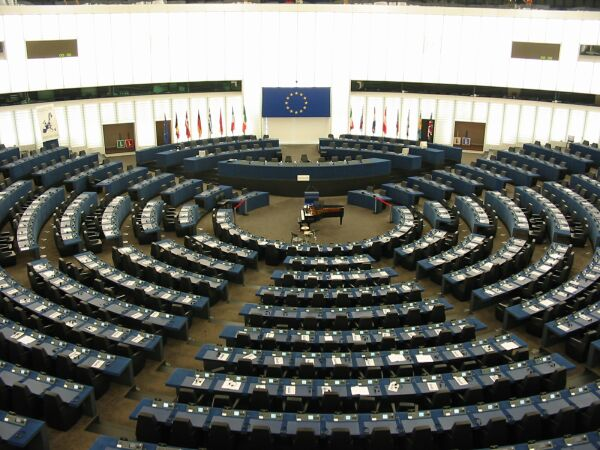
L'emiciclo del Parlamento europeo a Strasburgo

Le elezioni del Parlamento europeo sono elezioni politiche che nell'Unione europea hanno lo scopo di eleggere i membri del parlamento europeo. Si svolgono ogni cinque anni a suffragio universale e, con oltre 400 milioni di persone elettrici, è considerata la seconda più grande elezione democratica del mondo.
Il Parlamento europeo è l'unica istituzione europea ad essere eletta direttamente: infatti i 705 deputati che vi siedono, vengono eletti in modo diretto dal 1979.
In base al risultato delle elezioni, il consiglio europeo sceglie il candidato per la presidenza della commissione europea, che dovrà ottenere la fiducia dalla maggioranza del parlamento; se il candidato ottiene la maggioranza potrà formare la commissione, altrimenti il consiglio dovrà scegliere un altro candidato. Prima dell'uscita del Regno Unito dall'UE nel 2020, il numero di deputati, incluso il presidente, era 751. Nessun'altra istituzione dell'UE è eletta direttamente, con il Consiglio dell'Unione europea e il Consiglio europeo legittimati solo indirettamente attraverso le elezioni nazionali. Mentre i partiti politici europei hanno il diritto di fare campagna in tutta l'UE per le elezioni europee, campagne si svolgono ancora attraverso campagne elettorali nazionali, pubblicizzando delegati nazionali da partiti nazionali.

## Ripartizione
L'assegnazione dei seggi a ciascuno Stato membro si basa sul principio della proporzionalità degressiva, in modo tale che, sebbene si tenga conto della dimensione della popolazione di ciascun paese, gli Stati più piccoli eleggono più deputati di quanti siano proporzionali alle loro popolazioni. Poiché il numero di deputati al Parlamento europeo che devono essere eletti da ciascun paese è emerso dai negoziati sul trattato, non esiste una formula precisa per la ripartizione dei seggi tra gli Stati membri. Nessun cambiamento in questa configurazione può avvenire senza il consenso unanime di tutti i governi.
| Modifiche della Ripartizione dei seggi al Parlamento europeo tra il Trattato di Nizza e il Trattato di Lisbona (come calcolato ai fini del Elezioni europee del 2009) | Modifiche della Ripartizione dei seggi al Parlamento europeo tra il Trattato di Nizza e il Trattato di Lisbona (come calcolato ai fini del Elezioni europee del 2009) | Modifiche della Ripartizione dei seggi al Parlamento europeo tra il Trattato di Nizza e il Trattato di Lisbona (come calcolato ai fini del Elezioni europee del 2009) | Modifiche della Ripartizione dei seggi al Parlamento europeo tra il Trattato di Nizza e il Trattato di Lisbona (come calcolato ai fini del Elezioni europee del 2009) | Modifiche della Ripartizione dei seggi al Parlamento europeo tra il Trattato di Nizza e il Trattato di Lisbona (come calcolato ai fini del Elezioni europee del 2009) | Modifiche della Ripartizione dei seggi al Parlamento europeo tra il Trattato di Nizza e il Trattato di Lisbona (come calcolato ai fini del Elezioni europee del 2009) | Modifiche della Ripartizione dei seggi al Parlamento europeo tra il Trattato di Nizza e il Trattato di Lisbona (come calcolato ai fini del Elezioni europee del 2009) | Modifiche della Ripartizione dei seggi al Parlamento europeo tra il Trattato di Nizza e il Trattato di Lisbona (come calcolato ai fini del Elezioni europee del 2009) | Modifiche della Ripartizione dei seggi al Parlamento europeo tra il Trattato di Nizza e il Trattato di Lisbona (come calcolato ai fini del Elezioni europee del 2009) | Modifiche della Ripartizione dei seggi al Parlamento europeo tra il Trattato di Nizza e il Trattato di Lisbona (come calcolato ai fini del Elezioni europee del 2009) | Modifiche della Ripartizione dei seggi al Parlamento europeo tra il Trattato di Nizza e il Trattato di Lisbona (come calcolato ai fini del Elezioni europee del 2009) | Modifiche della Ripartizione dei seggi al Parlamento europeo tra il Trattato di Nizza e il Trattato di Lisbona (come calcolato ai fini del Elezioni europee del 2009) | Modifiche della Ripartizione dei seggi al Parlamento europeo tra il Trattato di Nizza e il Trattato di Lisbona (come calcolato ai fini del Elezioni europee del 2009) | Modifiche della Ripartizione dei seggi al Parlamento europeo tra il Trattato di Nizza e il Trattato di Lisbona (come calcolato ai fini del Elezioni europee del 2009) | Modifiche della Ripartizione dei seggi al Parlamento europeo tra il Trattato di Nizza e il Trattato di Lisbona (come calcolato ai fini del Elezioni europee del 2009) | Modifiche della Ripartizione dei seggi al Parlamento europeo tra il Trattato di Nizza e il Trattato di Lisbona (come calcolato ai fini del Elezioni europee del 2009) | Modifiche della Ripartizione dei seggi al Parlamento europeo tra il Trattato di Nizza e il Trattato di Lisbona (come calcolato ai fini del Elezioni europee del 2009) |
| --- | --- | --- | --- | --- | --- | --- | --- | --- | --- | --- | --- | --- | --- | --- | --- | --- |
| Stato membro | 2007 Nizza | 2009 Nizza | 2014 Lisbona | 2014c + Croazia | | Stato membro | 2007 Nizza | 2009 Nizza | 2014 Lisbona | 2014c + Croazia | | Stato membro | 2007 Nizza | 2009 Nizza | 2014 Lisbona | 2014c + Croazia |
| Germania | 99 | 99 | 96 | 96 | Rep. Ceca | 24 | 22 | 22 | 21 | Slovacchia | 14 | 13 | 13 | 13 | | |
| Francia | 78 | 72 | 74 | 74 | Grecia | 24 | 22 | 22 | 21 | Croazia | – | – | – | 11 | | |
| Regno Unitoa | 78 | 72 | 73 | 73 | Ungheria | 24 | 22 | 22 | 21 | Irlanda | 13 | 12 | 12 | 11 | | |
| Italia | 78 | 72 | 73 | 73 | Portogallo | 24 | 22 | 22 | 21 | Lituania | 13 | 12 | 12 | 11 | | |
| Spagna | 54 | 50 | 54 | 54 | Svezia | 19 | 18 | 20 | 20 | Lettonia | 9 | 8 | 9 | 8 | | |
| Polonia | 54 | 50 | 51 | 51 | Austria | 18 | 17 | 19 | 18 | Slovenia | 7 | 7 | 8 | 8 | | |
| Romania | 35 | 33 | 33 | 32 | Bulgaria | 18 | 17 | 18 | 17 | Cipro | 6 | 6 | 6 | 6 | | |
| Paesi Bassi | 27 | 25 | 26 | 26 | Finlandia | 14 | 13 | 13 | 13 | Estonia | 6 | 6 | 6 | 6 | | |
| Belgio | 24 | 22 | 22 | 21 | Danimarca | 14 | 13 | 13 | 13 | Lussemburgo | 6 | 6 | 6 | 6 | | |
| I paesi in corsivo sono divisi in distretti elettorali subnazionali. a Inclusa Gibilterra, ma non altri Territori d'oltremare britannici, né le dipendenze della Corona. Il Regno Unito e Gibilterra hanno lasciato l'Unione europea il 31 gennaio 2020. b Il presidente non viene conteggiato ufficialmente, lasciando così 750 deputati. c Come proposto dal Parlamento europeo il 13 marzo 2013. | | | | | | | | | | | | | | | | |
| Malta | 5 | 5 | 6 | 6 | | | | | | | | | | | | |
| Totale: | 785 | 736 | 751b | 751b | | | | | | | | | | | | |

## Sistema di voto

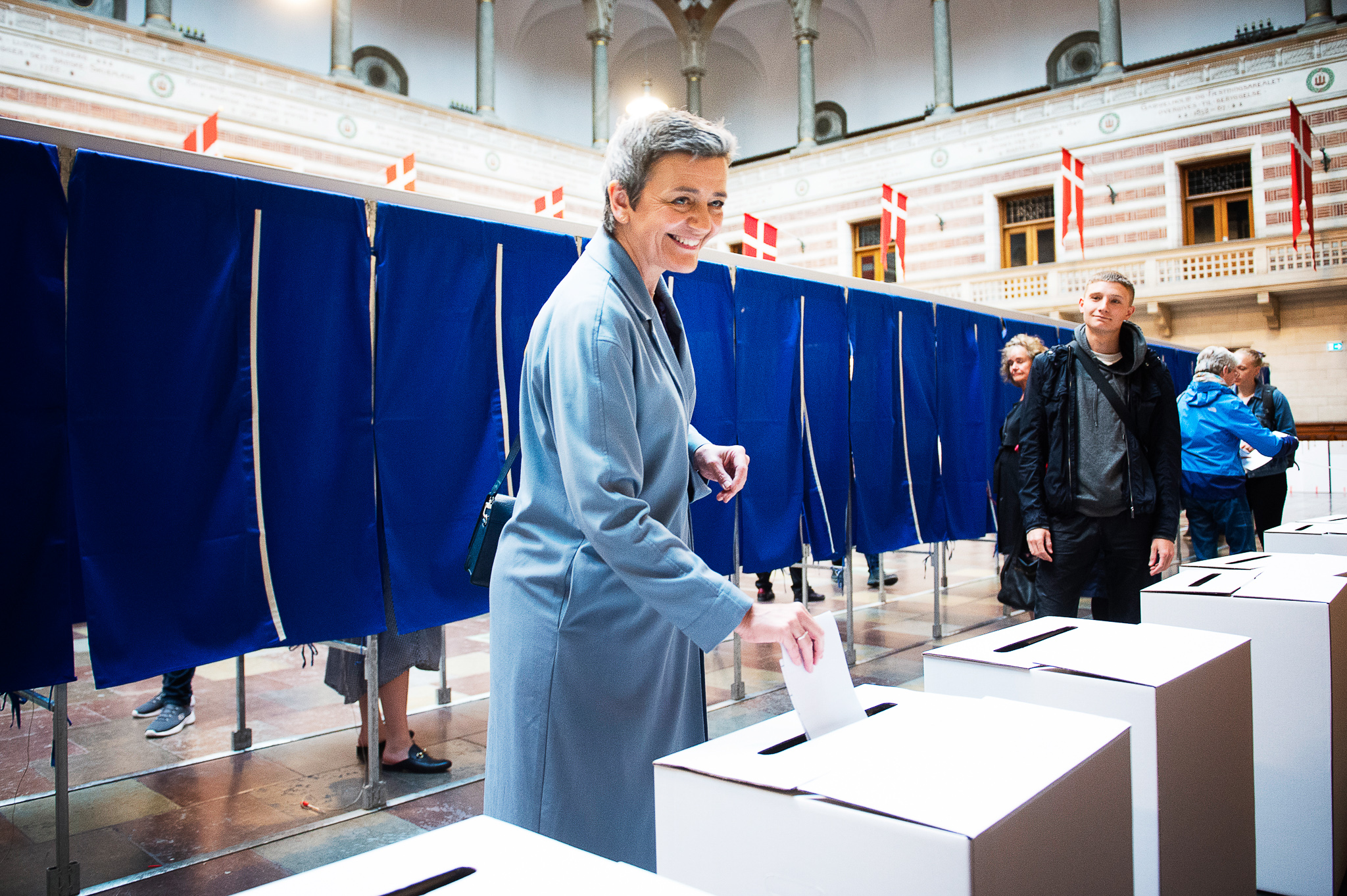
Margrethe Vestager vota in Danimarca durante le elezioni del 2019

Non esiste un sistema di voto uniforme per l'elezione degli eurodeputati; piuttosto, ogni stato membro è libero di scegliere il proprio sistema, fatte salve alcune restrizioni:
- Il sistema deve essere una forma di rappresentazione proporzionale, sotto la lista del partito o il sistema di voto unico trasferibile.
- L'area elettorale può essere suddivisa se ciò non influisce generalmente sulla natura proporzionale del sistema elettorale.[9]

### Differenza di voto per paese
La maggior parte degli stati membri dell'Unione Europea elegge i propri deputati con un unico collegio elettorale che copre l'intero stato, usando il sistema proporzionale di lista. Esiste tuttavia una grande varietà di procedure elettorali: alcuni paesi utilizzano un metodo di rappresentazione proporzionale con le medie più alte, alcuni utilizzano il metodo del resto più ampio, alcuni elenchi aperti e altri chiusi. Inoltre, il metodo di calcolo della quota e della soglia di sbarramento varia da paese a paese. I paesi con più collegi elettorali sono:
- Il Belgio è diviso in 3 circoscrizioni: la Circoscrizione fiamminga, la Circoscrizione francofona e la Circoscrizione germanofona. I primi due eleggono i loro deputati al Parlamento europeo usando l'elenco delle parti PR, ma il collegio elettorale di lingua tedesca ha solo 1 membro, che quindi non è eletto con un metodo proporzionale.
- La Repubblica d'Irlanda è divisa in tre circoscrizioni elettorali e utilizza il voto singolo trasferibile.
- Il Regno Unito, fino alla sua uscita dall'UE, era diviso in circoscrizioni elettorali corrispondenti a Scozia, Galles, Irlanda del Nord e ciascuna delle regioni dell'Inghilterra. L'Irlanda del Nord utilizzava il voto unico trasferibile, mentre gli altri collegi utilizzavano le liste dei partiti.

Germania, Italia e Polonia utilizzano un sistema diverso, in base al quale i partiti ottengono i seggi in base al loro voto nazionale come in tutti gli Stati che eleggono membri da una singola circoscrizione elettorale; questi seggi sono assegnati ai candidati nelle liste regionali. Con il numero di seggi per ciascun partito noto, questi vengono assegnati ai candidati nelle liste regionali in base al numero di voti di ciascuna regione rispetto al totale nazionale del partito, assegnati proporzionalmente alle regioni. Queste suddivisioni non sono strettamente collegi elettorali, in quanto non decidono quanti seggi vengono assegnati a ciascun partito, ma sono distretti che i membri rappresentano una volta eletti. Il numero dei membri per ciascuna regione viene deciso in modo dinamico dopo le elezioni e dipende dall'affluenza alle urne in ciascuna regione: una regione con un'elevata affluenza alle urne comporterà un maggior numero di voti per le parti, il che comporterà un numero maggiore di deputati eletti per quella regione.

## Partiti politici europei
L'Unione europea ha un sistema multipartitico che coinvolge una serie di partiti politici europei ideologicamente diversi. Poiché nessuno partito europeo ha mai acquisito il potere da solo, i loro gruppi parlamentari affiliati devono collaborare per approvare la legislazione. Dal momento che nessun governo pan-europeo si è formato a seguito delle elezioni europee, non si sono mai verificate coalizioni a lungo termine.
I partiti politici europei hanno il diritto esclusivo di fare campagna per le elezioni europee; ai loro gruppi parlamentari è severamente vietato fare campagna e spendere fondi per qualsiasi attività relativa alla campagna. Le attività della campagna differiscono per paese poiché le elezioni nazionali per i rappresentanti del Parlamento europeo sono regolate dalle leggi nazionali. Ad esempio, un partito europeo può acquistare un tempo di trasmissione pubblicitario illimitato in Estonia mentre è escluso da qualsiasi forma di pubblicità a pagamento in Svezia.
Per le elezioni del PE 2014, i partiti europei hanno deciso di presentare un candidato alla presidenza della Commissione europea. Ogni candidato ha guidato la campagna paneuropea del partito europeo. Mentre non esiste alcun obbligo legale per costringere il Consiglio europeo a proporre il candidato del partito più forte al PE, si è ipotizzato che il Consiglio non avrebbe altra scelta che accettare la decisione degli elettori. Pertanto, in seguito alla vittoria del Partito popolare europeo alle elezioni del PE 2014, il suo candidato principale Jean-Claude Juncker è stato eletto presidente della Commissione europea.
Al 2019, i gruppi politici sono 8:
- Gruppo del Partito Popolare Europeo;
- Alleanza Progressista dei Socialisti e dei Democratici;
- Renew Europe;
- I Verdi/Alleanza Libera Europea;
- Identità e Democrazia;
- Gruppo dei Conservatori e dei Riformisti Europei;
- Sinistra Unitaria Europea/Sinistra Verde Nordica;
- Non iscritti.

## Comportamento degli elettori
Un'analisi del 1980 di Karlheinz Reif e Hermann Schmitt ha concluso che le elezioni europee sono state combattute su questioni nazionali e utilizzate dagli elettori per punire i loro governi a medio termine, rendendo le elezioni del Parlamento europeo di fatto elezioni nazionali di secondo grado. Questo fenomeno viene anche definito da alcuni esperti come le "trappole della punizione", in cui gli elettori usano le elezioni del Parlamento europeo e altri referendum sull'integrazione europea come punizione per i governi a causa della cattiva performance economica. C'è anche uno studio che mostra come gli elettori tendano a scegliere i candidati di un partito a livello europeo se ha una storia di avanzamento di questioni specifiche a cui tengono. Ciò è legato alla seconda teoria che spiega il comportamento degli elettori e implica il cosiddetto voto di atteggiamento in cui si presume che gli elettori agiscano sulla base del loro atteggiamento nei confronti dell'integrazione europea. Ciò è analogo al sistema a due partiti americano, nel senso che votare su questioni e legislazione in Parlamento richiede solo un voto sì o no, il che significa voto degli elettori per opzioni o candidati vicini ai loro ideali.
La partecipazione è in costante calo dalle prime elezioni del 1979. L'affluenza è costantemente diminuita in tutte le elezioni europee dal 1979. Nel 2009 l'affluenza complessiva è stata del 43%, in calo rispetto al 45,5% del 2004. In Gran Bretagna l'affluenza alle urne è stata solo del 34,3%, in calo rispetto al 38% nel 2004. Nonostante sia sceso al di sotto del 50% dal 1999, l'affluenza alle urne non è ancora così bassa come quella delle elezioni americane a medio termine, che generalmente scendono al di sotto del 40%. Tuttavia, il confronto con l'affluenza alle urne degli Stati Uniti è ostacolato dal fatto che il presidente degli Stati Uniti è eletto in elezioni separate e dirette (sistema presidenziale), mentre il presidente della Commissione europea è approvato solo dal Parlamento europeo (sistema parlamentare), dare alle elezioni del Parlamento europeo un peso considerevole. Alcuni, come l'ex presidente del Parlamento europeo, Pat Cox, hanno anche notato che l'affluenza alle elezioni del 1999 è stata superiore alle precedenti elezioni presidenziali statunitensi. L'eurodeputato tedesco Jo Leinen ha suggerito che le parti dell'UE nominino il loro candidato principale per la posizione di presidente della Commissione europea al fine di aumentare l'affluenza alle urne. Ciò è accaduto per le elezioni del 2014, con il candidato del PPE Jean Claude Juncker alla fine selezionato, dopo che il PPE ha vinto il maggior numero di seggi in assoluto.

## Risultati

### Elezioni regolari
- 1979 – CE 9
- 1984 – CE 10
- 1989 – CE 12
- 1994 – UE 12
- 1999 – UE 15
- 2004 – UE 25
- 2009 – UE 27
- 2014 – UE 28
- 2019 – UE 28
- 2024 – UE 27

### Elezioni straordinarie
Per permettere ai cittadini dei paesi entrati nell'Unione Europea in date intermedie alle elezioni regolari di scegliere i propri eurodeputati, si sono tenute, nei paesi interessati, delle elezioni straordinarie.
- 1981 – Grecia
- 1987 – Portogallo
- 1987 – Spagna
- 1995 – Svezia
- 1996 – Austria
- 1996 – Finlandia
- 2007 – Bulgaria
- 2007 – Romania
- 2013 – Croazia

#### Elezioni secondarie nel Regno Unito
- 1979 – London South West
- 1987 – Midlands West
- 1988 – Hampshire Central
- 1996 – Merseyside West
- 1998 – Yorkshire South
- 1988 – North East Scotland

### Risultati per stato membro
| Elezioni    | 1979  | 1984  | 1989  | 1994  | 1999  | 2004  | 2009  | 2014  | 2019  | 2024  |
| ----------- | ----- | ----- | ----- | ----- | ----- | ----- | ----- | ----- | ----- | ----- |
| Belgio      | Esito | Esito | Esito | Esito | Esito | Esito | Esito | Esito | Esito | Esito |
| Danimarca   | Esito | Esito | Esito | Esito | Esito | Esito | Esito | Esito | Esito | Esito |
| Francia     | Esito | Esito | Esito | Esito | Esito | Esito | Esito | Esito | Esito | Esito |
| Germania    | Esito | Esito | Esito | Esito | Esito | Esito | Esito | Esito | Esito | Esito |
| Irlanda     | Esito | Esito | Esito | Esito | Esito | Esito | Esito | Esito | Esito | Esito |
| Italia      | Esito | Esito | Esito | Esito | Esito | Esito | Esito | Esito | Esito | Esito |
| Lussemburgo | Esito | Esito | Esito | Esito | Esito | Esito | Esito | Esito | Esito | Esito |
| Paesi Bassi | Esito | Esito | Esito | Esito | Esito | Esito | Esito | Esito | Esito | Esito |
| Regno Unito | Esito | Esito | Esito | Esito | Esito | Esito | Esito | Esito | Esito | -     |
| Grecia      | -     | Esito | Esito | Esito | Esito | Esito | Esito | Esito | Esito | Esito |
| Portogallo  | -     | -     | Esito | Esito | Esito | Esito | Esito | Esito | Esito | Esito |
| Spagna      | -     | -     | Esito | Esito | Esito | Esito | Esito | Esito | Esito | Esito |
| Austria     | -     | -     | -     | -     | Esito | Esito | Esito | Esito | Esito | Esito |
| Finlandia   | -     | -     | -     | -     | Esito | Esito | Esito | Esito | Esito | Esito |
| Svezia      | -     | -     | -     | -     | Esito | Esito | Esito | Esito | Esito | Esito |
| Cipro       | -     | -     | -     | -     | -     | Esito | Esito | Esito | Esito | Esito |
| Rep. Ceca   | -     | -     | -     | -     | -     | Esito | Esito | Esito | Esito | Esito |
| Estonia     | -     | -     | -     | -     | -     | Esito | Esito | Esito | Esito | Esito |
| Ungheria    | -     | -     | -     | -     | -     | Esito | Esito | Esito | Esito | Esito |
| Lettonia    | -     | -     | -     | -     | -     | Esito | Esito | Esito | Esito | Esito |
| Lituania    | -     | -     | -     | -     | -     | Esito | Esito | Esito | Esito | Esito |
| Malta       | -     | -     | -     | -     | -     | Esito | Esito | Esito | Esito | Esito |
| Polonia     | -     | -     | -     | -     | -     | Esito | Esito | Esito | Esito | Esito |
| Slovacchia  | -     | -     | -     | -     | -     | Esito | Esito | Esito | Esito | Esito |
| Slovenia    | -     | -     | -     | -     | -     | Esito | Esito | Esito | Esito | Esito |
| Bulgaria    | -     | -     | -     | -     | -     | -     | Esito | Esito | Esito | Esito |
| Romania     | -     | -     | -     | -     | -     | -     | Esito | Esito | Esito | Esito |
| Croazia     | -     | -     | -     | -     | -     | -     | -     | Esito | Esito | Esito |

La percentuale storica si traduce in elezioni a livello sindacale dei tre gruppi principali per regione.
| Regione                             | 1979  | 1984  | 1989  | 1994  | 1999  | 2004  | 2009  | 2014  | 2019  |
| Settentrionale                      | 3,6   | 6,3   | 6,3   | 22    | 35,3  | 31.2  | 10.9  |       |       |
| Settentrionale                      | 3,6   | 2,7   | 4,5   | 6,8   | 16,7  | 18.1  | 20.3  |       |       |
| Settentrionale                      | 23,2  | 33    | 45,5  | 56,8  | 27,6  | 23.9  | 21    |       |       |
|                                     |       |       |       |       |       |       |       |       |       |
| Occidentale                         | 33,6  | 30,9  | 26,7  | 31,9  | 36,4  | 34.9  | 37.3  |       |       |
| Occidentale                         | 6,5   | 10,6  | 12    | 8,5   | 5,2   | 11.9  | 12.5  |       |       |
| Occidentale                         | 34,1  | 32,7  | 32,7  | 29,9  | 27,9  | 30.2  | 20.8  |       |       |
|                                     |       |       |       |       |       |       |       |       |       |
| Meridionale                         | 37    | 34,3  | 29,6  | 25,9  | 39,8  | 38.2  | 45.2  |       |       |
| Meridionale                         | 6,2   | 4,8   | 9,5   | 8,5   | 5     | 7.9   | 5     |       |       |
| Meridionale                         | 16    | 21    | 29,1  | 29,9  | 30,8  | 33    | 35    |       |       |
|                                     |       |       |       |       |       |       |       |       |       |
| Centrale e sud-orientale            | -     | -     | -     | -     | -     | 46.4  | 41    |       |       |
| Centrale e sud-orientale            | -     | -     | -     | -     | -     | 14.3  | 10    |       |       |
| Centrale e sud-orientale            | -     | -     | -     | -     | -     | 21.4  | 23.7  |       |       |
|                                     |       |       |       |       |       |       |       |       |       |
| Totale                              | 26    | 25,3  | 23,4  | 27,7  | 37,2  | 36.9  | 36    |       |       |
| Totale                              | 9,8   | 7,1   | 9,5   | 7,6   | 8     | 12.4  | 11.4  |       |       |
| Totale                              | 27,6  | 30    | 34,2  | 34,9  | 28,8  | 28.3  | 25    |       |       |
| Affluenza degli elettori registrata | 61,99 | 58,98 | 58,41 | 56,67 | 49,51 | 45.47 | 42.97 | 42.61 | 50.66 |

Legenda:        Socialisti (PES/S&D) –      Liberali (ELDR/ALDE) –      Popolari (EPP/EPP-ED)

## Riforme proposte
A partire dal 2011, le riforme del deputato democratico liberale Andrew Duff sono state prese in considerazione dal Parlamento, che sono considerate la revisione più significativa del sistema elettorale dall'inizio delle elezioni. 25 deputati extra verrebbero aggiunti in un elenco europeo transnazionale con i suoi candidati selezionati dai gruppi di partiti europei anziché dai partiti membri nazionali. Le liste dei candidati dovrebbero rappresentare un terzo degli Stati membri e sono viste come un modo per personalizzare e drammatizzare le elezioni per coinvolgere nuovamente un elettorato apatico. Duff vede il prossimo presidente della Commissione probabilmente proveniente dall'elenco transnazionale. Le proposte di Duff includono anche un unico turno elettorale, il rinnovo regolare dei seggi, un insieme di regole di immunità e lo svolgimento di elezioni a maggio anziché a giugno. Tuttavia, a causa di un declino del sostegno e di una possibile opposizione da parte degli Stati membri, Duff ha ripreso la proposta in commissione per ottenere un sostegno più ampio prima di presentarli prima della plenaria nell'autunno 2011.

## Presidente della Commissione
La terza commissione Delors aveva un breve mandato per allineare i termini della Commissione a quelli del Parlamento. Ai sensi della Costituzione europea, il Consiglio europeo dovrebbe tenere conto dei risultati delle ultime elezioni europee e, inoltre, il Parlamento "eleggere" cerimonialmente, piuttosto che approvare semplicemente, il candidato proposto dal Consiglio. Ciò è stato preso come suggerimento del parlamento di far funzionare i suoi partiti con i candidati per il presidente della Commissione europea con il candidato del partito vincitore proposto dal Consiglio.
Ciò è stato in parte messo in pratica nel 2004 quando il Consiglio europeo ha selezionato un candidato dal partito politico che ha vinto le elezioni di quell'anno. Tuttavia a quel tempo solo un partito aveva corso con un candidato specifico: il Partito Verde Europeo, che aveva il primo vero partito politico paneuropeo con una campagna comune, avanzò Daniel Cohn-Bendit. Tuttavia, la natura frammentaria degli altri partiti politici non ha portato ad altri candidati, il Partito Popolare ha menzionato solo quattro o cinque persone che vorrebbero essere Presidente. La Costituzione ha fallito la ratifica ma questi emendamenti sono stati riportati al trattato di Lisbona, entrato in vigore nel 2009.
Ci sono piani per rafforzare i partiti politici europei in modo che possano proporre candidati per le elezioni del 2009. L'Partito dell'Alleanza dei Liberali e dei Democratici per l'Europa ha già indicato, nel suo congresso dell'ottobre 2007, l'intenzione di inoltrare un candidato per la carica come parte di una campagna comune. Non sono riusciti a farlo, tuttavia il Partito popolare europeo ha scelto Barroso come candidato e, come il più grande partito, il mandato di Barroso è stato rinnovato. I socialisti, delusi dalle elezioni del 2009, hanno concordato di presentare un candidato alla presidenza della Commissione in tutte le successive elezioni. C'è una campagna all'interno di quel partito per avere primarie aperte per detto candidato.
Nel febbraio 2008, il presidente Barroso ha ammesso che esisteva un problema di legittimità e che, nonostante avesse la stessa legittimità dei primi ministri in teoria, in pratica non era così. La scarsa affluenza crea un problema per la legittimità del Presidente, con la mancanza di una "sfera politica europea", ma l'analisi afferma che se i cittadini votassero per un elenco di candidati per il posto di presidente, si scopre che sarebbe molto più alto di quello visto in anni recenti.
Con l'entrata in vigore del trattato di Lisbona, i partiti politici europei sono obbligati d'ora in poi a presentare un candidato alla carica di presidente della Commissione europea; ogni candidato alla presidenza, infatti, guiderà la campagna paneuropea del partito europeo.
Il presidente del Parlamento europeo Jerzy Buzek ha proposto nel 2010 che i commissari siano eletti direttamente, con gli Stati membri che mettono il loro candidato in cima alle loro liste di voto alle elezioni europee. Ciò darebbe a ciascuno, e al corpo nel suo insieme, un mandato democratico.

## Eleggibilità

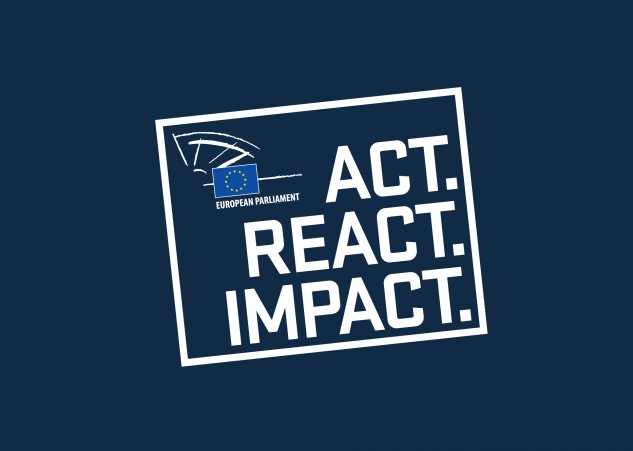
Logo e slogan delle elezioni del Parlamento europeo 2014: Act. React. Impact.

Ciascuno Stato membro ha regole diverse che determinano chi può votare e candidarsi come candidati al Parlamento europeo. In Spagna/Regno Unito, la Corte di giustizia europea ha dichiarato che gli Stati membri sono autorizzati a estendere il franchising ai cittadini di paesi terzi.
Ogni cittadino dell'UE residente in un paese dell'UE di cui non è cittadino ha il diritto di voto e di eleggibilità alle elezioni parlamentari europee nel proprio paese di residenza, alle stesse condizioni dei cittadini di tale paese - tale diritto è sancito dall'articolo 39 della Carta dei diritti fondamentali dell'Unione europea. Inoltre, il diritto di voto è incluso nell'articolo 20, paragrafo 1, e nell'articolo 22, paragrafo 1, del trattato sul funzionamento dell'Unione europea. A tal fine tutti i paesi dell'UE tengono registri elettorali contenenti i nomi di tutti gli elettori idonei nella specifica regione, a cui i nuovi arrivati idonei nell'area possono chiedere in qualsiasi momento di aggiungere i loro nomi. I cittadini dell'UE possono quindi votare per la durata del loro soggiorno in quel paese.
È quindi possibile che una persona abbia la possibilità di votare in più di uno Stato membro dell'UE. Ad esempio, un cittadino portoghese che studia all'università in Francia e vive a casa fuori dall'orario nella casa di famiglia nei Paesi Bassi ha la possibilità di votare alle elezioni parlamentari europee in Francia, Portogallo o Paesi Bassi. In questo scenario, sebbene il cittadino portoghese abbia i requisiti per votare in tre stati membri dell'UE, gli è permesso solo un voto in uno degli stati membri.
| Stato membro    | Aventi diritto al voto | Candidati eleggibili |
| --------------- | --- | --- |
| Austria         | - Cittadini austriaci di età pari o superiore a 16 anni il giorno delle elezioni e residenti in Austria. - Cittadini austriaci di età pari o superiore a 16 anni il giorno delle elezioni, residenti all'estero e che hanno presentato una notifica da iscrivere nel registro elettorale del comune austriaco di cui erano residenti. - Cittadini dell'Unione europea di età pari o superiore a 16 anni, residenti in Austria e che hanno presentato una notifica da iscrivere nel registro elettorale del comune austriaco di cui sono residenti. | - Come a sinistra; l'età passiva di voto è 18 invece di 16. |
| Belgio          | - Cittadini belgi di età pari o superiore a 18 anni nel giorno delle votazioni residenti in Belgio ed iscritti nel registro della popolazione di un comune belga. - Cittadini belgi di età pari o superiore a 18 anni nel giorno delle votazioni residenti fuori dal Belgio, che hanno inviato una domanda di voto alle poste diplomatiche o consolari belghe nel loro paese di residenza fino a 16 giorni prima della votazione. - Cittadini dell'Unione europea residenti in Belgio, di età pari o superiore a 18 anni nel giorno delle elezioni, iscritti nel registro della popolazione o nel registro degli stranieri del loro comune di residenza e iscritti nel registro elettorale. - La votazione è obbligatoria e la mancata votazione può comportare una multa fino a € 137,50. | - Cittadini dell'Unione Europea di età pari o superiore a 21 anni nei giorni delle elezioni che parlano francese, olandese o tedesco. |
| Bulgaria        | - I cittadini bulgari che hanno raggiunto l'età di 18 anni entro il giorno delle elezioni, hanno risieduto nella Repubblica di Bulgaria o in un altro Stato membro dell'Unione europea almeno 60 giorni negli ultimi tre mesi, non sono interdetti e non scontano una pena detentiva. - Ogni cittadino di uno Stato membro dell'Unione europea, che non sia cittadino bulgaro, ha il diritto di eleggere i membri del Parlamento europeo per la Repubblica di Bulgaria se la persona in questione ha raggiunto l'età di 18 anni entro il giorno delle elezioni, è non interdetto, non sconta la pena detentiva, ha un certificato di stato di residenza nella Repubblica di Bulgaria, ha risieduto nella Repubblica di Bulgaria o in un altro Stato membro dell'Unione europea almeno 60 giorni negli ultimi tre mesi, non è privato del diritto di eleggere nello Stato membro di cui la persona è cittadina e ha dichiarato in anticipo, mediante una dichiarazione scritta, il desiderio di esercitare il proprio diritto di voto nel territorio della Repubblica di Bulgaria. | - Il cittadino bulgaro che ha raggiunto l'età di 21 anni entro il giorno delle votazioni, non detiene la cittadinanza di nessuno Stato che non sia uno Stato membro dell'Unione Europea, non è interdetto, non sconta una pena detentiva, ha un indirizzo permanente nella Repubblica di Bulgaria, e ha risieduto nella Repubblica di Bulgaria o in un altro Stato membro dell'Unione europea almeno negli ultimi sei mesi. - Qualsiasi cittadino di uno Stato membro dell'Unione Europea, che non sia cittadino bulgaro, abbia raggiunto l'età di 21 anni entro il giorno delle elezioni, non detiene la cittadinanza di alcuno Stato che non sia uno Stato membro dell'Unione Europea, non lo è interdetto, non sconta la pena detentiva, non è privato del diritto di essere eletto nello Stato membro di cui la persona è cittadina, gode di uno status di residenza permanente o permanente per la Repubblica di Bulgaria, ha risieduto nella Repubblica di Bulgaria o in un altro Stato membro dell'Unione europea almeno negli ultimi sei mesi, e ha dichiarato, con una dichiarazione scritta, il desiderio di essere eletto. |
| Cipro           | | |
| Croazia         | - Cittadini croati di età pari o superiore a 18 anni - I cittadini dell'Unione europea residenti in Croazia sono iscritti al registro elettorale almeno 30 giorni prima delle elezioni. | - I cittadini dell'Unione europea residenti in Croazia sono iscritti al registro elettorale almeno 30 giorni prima delle elezioni. |
| Danimarca       | - Cittadini danesi di età pari o superiore a 18 anni nei giorni delle elezioni che risiedono in Danimarca o in un altro stato membro dell'UE, a meno che non siano privati della capacità giuridica. - Cittadini dell'Unione Europea di età pari o superiore a 18 anni il giorno delle elezioni e residenti in Danimarca, a meno che non siano privati della capacità giuridica. | - I cittadini dell'Unione europea hanno diritto di voto, a meno che non siano stati condannati per un'azione che nell'opinione pubblica li rende indegni di essere un membro del Parlamento europeo. |
| Estonia         | - Cittadini dell'Unione Europea di età pari o superiore a 18 anni nel giorno delle elezioni e il cui indirizzo è iscritto nel registro della popolazione. Una persona che è stata privata della sua capacità giuridica attiva in relazione al diritto di voto e una persona che è stata condannata per un reato e sta scontando la pena in un istituto penale, non può votare. | - Cittadini dell'Unione Europea di almeno 21 anni e che soddisfino i requisiti del diritto di voto, tranne i membri delle Forze di Difesa. |
| Finlandia       | - Ogni cittadino finlandese di età pari o superiore a 18 anni nel giorno delle elezioni, indipendentemente dal domicilio. - Cittadini dell'Unione Europea di età pari o superiore a 18 anni nel giorno delle elezioni e iscritti nel registro delle votazioni in Finlandia e il cui comune di residenza, come definito dalla legge, si trova in Finlandia il 51º giorno prima del giorno delle elezioni, a meno che non abbia perso il diritto votare nello Stato membro di cui è cittadino. | - Cittadini finlandesi aventi diritto di voto e non legalmente incompetenti. - Cittadini dell'Unione Europea che hanno il diritto di voto, registrati e iscritti nel registro delle votazioni in Finlandia e che non hanno perso il diritto di candidarsi alle elezioni nel proprio stato. |
| Francia         | - Cittadini francesi di età pari o superiore a 18 anni in una giornata elettorale residente in Francia e iscritti al registro elettorale. - Cittadini francesi di età pari o superiore a 18 anni nel giorno delle votazioni residenti fuori dalla Francia ed iscritti nel registro consolare degli elettori (la liste électorale consulaire) o nel registro di un comune con cui sono collegati (luogo di nascita, ultima residenza in Francia, comune di uno dei predecessori, coniuge o parenti, comune in cui possiede una residenza o paga le tasse locali). - Cittadini dell'Unione europea residenti in Francia, di età pari o superiore a 18 anni nel giorno delle elezioni e iscritti al registro elettorale. | - Cittadini dell'Unione europea di età pari o superiore a 23 anni. |
| Germania        | - Cittadini dell'Unione Europea di età pari o superiore a 18 anni in una giornata elettorale residente in Germania, se residenti negli Stati membri dell'Unione Europea da almeno tre mesi. - Inoltre, i cittadini tedeschi di età pari o superiore a 18 anni che hanno vissuto in Germania per almeno tre mesi consecutivi negli ultimi 25 anni quando avevano almeno 14 anni. | - Cittadini dell'Unione europea di età pari o superiore a 18 anni. |
| Grecia          | - Cittadini greci di età pari o superiore a 17 anni durante il giorno delle votazioni residenti in Grecia e iscritti nelle liste elettorali di una municipalità o comunità greca, a meno che non siano privati della capacità giuridica. - Cittadini greci di età pari o superiore a 17 anni il giorno delle elezioni che risiedono in un altro stato membro dell'UE, iscritti nelle liste elettorali di una municipalità o comunità greca e hanno presentato una domanda di voto all'estero presso l'ambasciata o il consolato greco nel loro paese di residenza il o prima del 31 marzo 2014, a meno che non sia privato della capacità giuridica. - Cittadini dell'Unione europea di età pari o superiore a 17 anni il giorno delle elezioni, residenti in Grecia e iscritti nelle liste elettorali entro il 3 marzo 2014. - La votazione è obbligatoria. | - Cittadini dell'Unione europea di età pari o superiore a 25 anni, a meno che non siano privati della capacità giuridica. |
| Irlanda         | - Cittadini dell'Unione europea che sono abitualmente residenti nella Repubblica d'Irlanda il 1º settembre 2013, di età pari o superiore a 18 anni nel giorno delle elezioni e inclusi nel registro degli elettori. - Cittadini irlandesi che sono funzionari in servizio all'estero (e i loro coniugi) che sono registrati nell'elenco degli elettori postali. | - Cittadini dell'Unione Europea di età superiore ai 21 anni, non altrimenti squalificati dall'elezione al Dáil. |
| Italia          | - Cittadini italiani e dell'Unione Europea di età pari o superiore a 18 anni nel giorno delle votazioni residenti in Italia e iscritti nell'elenco elettorale della loro città di residenza fino a 19 giorni prima della votazione. - I cittadini italiani di età pari o superiore a 18 anni nei giorni delle elezioni che risiedono in altri Stati membri dell'UE e hanno presentato una domanda al consolato italiano fino a 18 giorni prima della votazione. - Cittadini italiani di età pari o superiore a 18 anni nei giorni delle elezioni che risiedono al di fuori dell'Unione Europea per motivi di lavoro, studio o convivenza con la famiglia e hanno presentato una domanda al consolato italiano fino a 18 giorni prima della votazione. | - Cittadini dell'Unione Europea di età pari o superiore a 25 anni nel giorno delle elezioni e non privati del diritto di stare nel loro paese d'origine. |
| Lettonia        | | |
| Lituania        | | |
| Lussemburgo     | - Cittadini lussemburghesi di età pari o superiore a 18 anni nel giorno delle votazioni residenti in Lussemburgo o all'estero e iscritti nell'elenco elettorale fino a 87 giorni prima della votazione. - Cittadini dell'Unione europea residenti in Lussemburgo da almeno 2 anni, di età pari o superiore a 18 anni nel giorno delle elezioni e iscritti nell'elenco elettorale fino a 87 giorni prima della data delle elezioni. - La votazione è obbligatoria. | - Cittadini lussemburghesi di 18 anni o più il giorno delle elezioni e residenti in Lussemburgo. - Cittadini dell'Unione Europea di età pari o superiore a 18 anni nel giorno delle elezioni e residenti in Lussemburgo per almeno 5 anni. |
| Malta           | - Cittadini maltesi di età pari o superiore a 18 anni nel giorno delle elezioni. | |
| Paesi Bassi     | - Cittadini olandesi di età pari o superiore a 18 anni nel giorno delle votazioni. - Cittadini dell'Unione europea residenti nei Paesi Bassi, di età pari o superiore a 18 anni nel giorno delle elezioni e non privati del diritto di stare nel loro paese d'origine. | - Cittadini dell'Unione Europea di età pari o superiore a 18 anni nel giorno delle elezioni. - Qualsiasi persona di età pari o superiore a 18 anni nel giorno delle elezioni e legalmente residente nell'Unione europea al momento della candidatura. |
| Polonia         | - Cittadini polacchi di età pari o superiore a 18 anni il giorno delle elezioni che risiedono fuori dalla Polonia e si sono registrati per votare. - Cittadini dell'Unione Europea di età pari o superiore a 18 anni il giorno delle votazioni residenti in Polonia e registrati per votare. | - I cittadini dell'Unione europea di età pari o superiore a 21 anni il giorno delle elezioni e residenti in Polonia o nell'Unione europea per almeno 5 anni, non sono mai stati condannati per un reato commesso consapevolmente o accusato da un pubblico ministero. |
| Portogallo      | - Cittadini dell'Unione Europea di età pari o superiore a 18 anni il giorno delle votazioni residenti in Portogallo e registrati per votare. - Cittadini portoghesi di età pari o superiore a 18 anni nei giorni delle votazioni residenti fuori dal Portogallo e registrati per votare. - Cittadini brasiliani che godono di uno status speciale di pari diritti politici in Portogallo (cidadãos brasileiros com estatuto especial de igualdade de direitos políticos) di età pari o superiore a 18 anni nei giorni delle elezioni che risiedono in Portogallo e registrati per votare. | - Cittadini dell'Unione europea. - Cittadini brasiliani che godono di uno status speciale di pari diritti politici in Portogallo (cidadãos brasileiros com estatuto especial de igualdade de direitos políticos) di età pari o superiore a 18 anni nei giorni delle elezioni che risiedono in Portogallo e registrati per votare. |
| Repubblica Ceca | - Cittadini dell'Unione Europea di età pari o superiore a 18 anni nei giorni delle elezioni che sono registrati nel registro dei cittadini per almeno 45 giorni prima della data delle elezioni, a meno che non venga imposta una limitazione di legge per motivi di protezione della salute o di ritiro o capacità giuridica. | - Cittadini dell'Unione europea |
| Romania         | - Cittadini rumeni di età pari o superiore a 18 anni nel giorno delle elezioni, indipendentemente dal domicilio. - Cittadini dell'Unione Europea di età pari o superiore a 18 anni nel giorno delle elezioni e il cui comune di residenza si trova in Romania. | - Cittadini dell'Unione Europea che hanno diritto di voto. |
| Slovacchia      | | |
| Slovenia        | | |
| Spagna          | - Cittadini spagnoli di età pari o superiore a 18 anni nel giorno delle votazioni. - Cittadini dell'Unione Europea di età pari o superiore a 18 anni nel giorno delle elezioni che sono registrati nel registro tenuto dal Consiglio Comunale del loro comune di residenza (Padrón) e hanno formalmente espresso il loro desiderio di votare alle elezioni del Parlamento europeo in Spagna. | - Cittadini dell'Unione europea |
| Svezia          | - Cittadini svedesi di età pari o superiore a 18 anni nel giorno delle votazioni che sono, o in qualche momento, residenti in Svezia. - Cittadini dell'Unione europea di età pari o superiore a 18 anni nel giorno delle votazioni che sono attualmente residenti registrati in Svezia e hanno presentato una notifica da inserire nell'elenco elettorale. | - Cittadini dell'Unione europea |
| Ungheria        | - Cittadini ungheresi di età pari o superiore a 18 anni nel giorno delle elezioni e il cui comune di residenza si trova in Ungheria. (elencato automaticamente nel registro elettorale) - I cittadini dell'Unione europea di età pari o superiore a 18 anni nel giorno delle elezioni e il cui comune di residenza si trova in Ungheria e hanno presentato una notifica da inserire nel registro elettorale. | - Qualsiasi cittadino dell'Unione europea che abbia diritto di voto (il cui comune di residenza è in Ungheria). |